# Rockbridge (Illinois)
Pour les articles homonymes, voir Rockbridge.
Rockbridge est un village du comté de Greene dans l'Illinois, aux États-Unis,. Situé au sud-est du comté, il est incorporé le 12 mai 1881.

## Démographie
Lors du recensement de 2010, le village comptait une population de 169 habitants. Elle est estimée, en 2016, à 159 habitants.

## Source de la traduction
- (en) Cet article est partiellement ou en totalité issu de l’article de Wikipédia en anglais intitulé « Rockbridge, Illinois » (voir la liste des auteurs).